# جلكى هاملة الأمعاء
جلكى هاملة الأمعاء (الاسم العلمي: Lethenteron) هي جنس من الحيوانات المائية يتبع فصيلة الجلكية من رتبة الجلكيات.
وهي من الجلكيات غير الطفيلية التي لا تتغذى بشكلها البالغ، فقد ترَدّى degenerate جهازها الهضمي وتحول إلى شريط من الخلايا غير الوظيفية، لذلك فإنها تتكاثر لبضعة شهور ثم لا تلبث أن تموت.